# Sorry (chanson de Sandra Kim)
Cet article concerne Sorry. Pour Sorry de Madonna, voir Sorry (Madonna).
 (février 2024).
Si vous disposez d'ouvrages ou d'articles de référence ou si vous connaissez des sites web de qualité traitant du thème abordé ici, merci de compléter l'article en donnant les références utiles à sa vérifiabilité et en les liant à la section « Notes et références ».
Sorry est une chanson interprétée par la chanteuse belge Sandra Kim, qui connut un succès en 1987. Les auteurs de cette chanson sont R. Marino-Atria, J.-P. Furnemont et A. Crisci ; elle a été publiée par Carrère.